# Georg Gallus

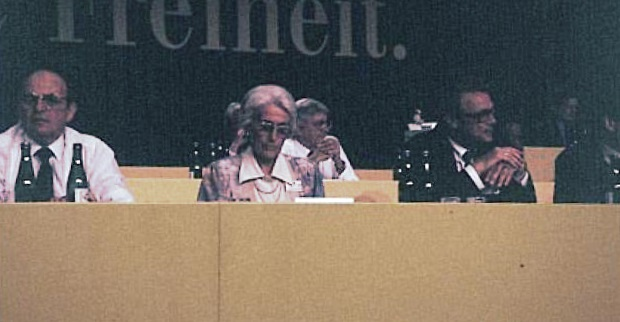
Georg Gallus, 1987

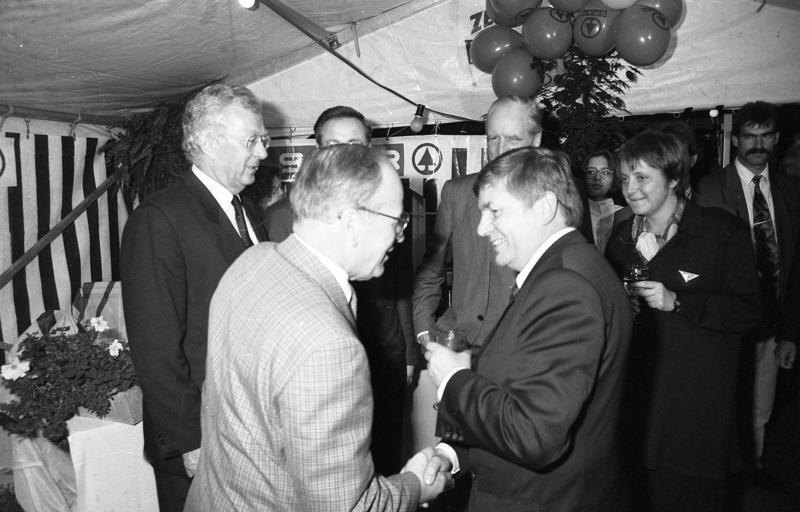
Alfred Gomolka mit Georg Gallus, dahinter links Egbert Mroch, rechts Angela Merkel, 1991

Georg Gallus (* 6. Juli 1927 in Hattenhofen; † 13. August 2021 ebenda) war ein deutscher Politiker. Er war bis April 2012 Mitglied der FDP. Von 1976 bis 1993 amtierte er als Parlamentarischer Staatssekretär beim Bundesminister für Ernährung, Landwirtschaft und Forsten.

## Leben und Beruf
Nach dem Besuch der Volksschule nahm Gallus, der evangelischen Glaubens war, ab 1944 als Soldat am Zweiten Weltkrieg teil. Nach der Entlassung aus der Kriegsgefangenschaft begann er 1945 eine landwirtschaftliche Lehre und besuchte anschließend die Landwirtschaftsschule in Göppingen. Danach absolvierte er noch eine Ausbildung zum Agraringenieur an der Ingenieurschule für Landbau in Nürtingen. Von 1968 bis 1976 war er stellvertretender Vorsitzender des Landesbauernverbandes in Baden-Württemberg.
Georg Gallus war verwitwet und hatte fünf Kinder.
Zu seinen Vorfahren gehört der Dichter Ludwig Uhland.
Sein christlicher Glaube war ihm Richtschnur in seinem privaten und politischen Handeln gewesen. So setzte er sich beispielsweise für verfolgte Christen ein, stimmte gegen eine Liberalisierung der Abtreibung und die Genehmigung der Sonntagsarbeit.

## Politik
Georg Gallus beantragte am 13. Februar 1944 die Aufnahme in die NSDAP und wurde zum 20. April desselben Jahres aufgenommen (Mitgliedsnummer 9.958.442). 1952 schloss er sich dann der FDP an. Er gehörte über lange Jahre dem FDP-Landesvorstand in Baden-Württemberg sowie dem FDP-Bundesvorstand an. Von 1974 bis 1985 und 1988 bis 1990 war er stellvertretender Landesvorsitzender der FDP Baden-Württemberg. Nach dem Rücktritt von Friedrich-Wilhelm Kiel war er von Juli 1990 bis Januar 1991 kommissarischer Landesvorsitzender der schwäbischen Liberalen. Im April 2012 trat Gallus aus der FDP aus, nachdem diese das vollständige Adoptionsrecht für Lebenspartner als Forderung in ihr neues Grundsatzprogramm aufgenommen hatte. Im Wahlkampf für die Bundestagswahl 2017 engagierte sich Gallus für die Alternative für Deutschland (AfD).

## Abgeordneter
Von 1956 bis 1972 war Gallus Gemeinderat in Hattenhofen. Von 1959 bis 1979 war er zudem Mitglied des Kreistages im Landkreis Göppingen. Am 10. September 1970 trat Gallus für den ausgeschiedenen Abgeordneten Ralf Dahrendorf in den Bundestag ein. Er war dann bis 1994 Mitglied des Deutschen Bundestages, in den er stets über die Landesliste Baden-Württemberg einzog.

## Öffentliche Ämter
Am 16. Dezember 1976 wurde Gallus als Parlamentarischer Staatssekretär beim Bundesminister für Ernährung, Landwirtschaft und Forsten in die von Bundeskanzler Helmut Schmidt geführte Bundesregierung berufen. Nach dem Bruch der sozial-liberalen Koalition schied er am 17. September 1982 zunächst aus dem Amt.
Nach der Wahl von Helmut Kohl zum Bundeskanzler wurde Gallus schon am 4. Oktober 1982 erneut zum Parlamentarischen Staatssekretär beim Bundesminister für Ernährung, Landwirtschaft und Forsten ernannt. Gallus schied dann am 21. Januar 1993 gleichzeitig mit dem bisherigen Bundesminister Ignaz Kiechle aus der Regierung aus.

## Auszeichnungen
- 1991: Großes Goldenes Ehrenzeichen mit dem Stern für Verdienste um die Republik Österreich[10]

## Kabinette
- Kabinett Schmidt II – Kabinett Schmidt III
- Kabinett Kohl I – Kabinett Kohl II – Kabinett Kohl III – Kabinett Kohl IV